# 김강하
김강하(1967년 ~ )는 대한민국의 서양 고전 음악 기고가이면서 라디오 방송 진행자이다.
대구가톨릭대학교에서 작곡, 대학원에서 작곡 이론을 전공하였다. KBS Classic FM 라디오의 구성 작가로 먼저 알려지기 시작하였다. 월간 객석의 고정 필자이기도 하였다. 평일에는 TBN에서 'TBN 음악실'을 거쳐 '낭만이 있는 곳에(서울/DMB)'를, 2015년 1월 1일 이후 KBS 제3라디오에서 신설한 힐링 클래식은 매일 진행하다가, 지금은 하차했다.

## 발자취
- 가정음악 (구성 작가)
- TBN 굿모닝 코리아 (구성 작가, 진행)
- TBN 음악실 (작가, 진행)
- 출발 FM과 함께 (작가)
- KBS 1TV 클래식 오디세이 (작가)
- 당신의 밤과 음악 (김강하의 명곡의 탄생)
- 성남아트센터 '청소년 클래식이야기' (강사)
- 부천필하모닉오케스트라 (음악감상반 강사)
- KBS 2TV 누가누가 잘하나 (해설)
- KBS 1TV 초록 동요제 '라디오 반달에 실려온 선물'  (배우) : 2014년 5월 5일
- KBS 제3라디오 한글날 특집 '동요, 선율에 실린 아동문학' (진행) : 2014년 10월 9일
- FM 음반 가이드 (2011년 11월 12일 ~ 2014년 12월 28일)
- 힐링 클래식 (2015년 1월 1일 ~ 2016년 5월 8일)